# Гаршине
Га́ршине (до 1945 року — Буюк-Актачи; крим. Büyük Aqtaçı) — село Євпаторійського району Автономної Республіки Крим.
Відстань від райцентру до населеного пункта становить 19 кілометрів по прямій.